# Zygophyxia toquilla
Zygophyxia toquilla är en fjärilsart som beskrevs av Fletcher 1978. Zygophyxia toquilla ingår i släktet Zygophyxia och familjen mätare. Inga underarter finns listade i Catalogue of Life.